# Eve Hewson

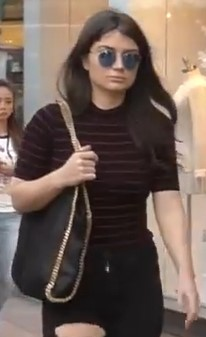
Eve Hewson (2016)

Eve Hewson (* 7. Juli 1991 als Memphis Eve Sunny Day Hewson in Dublin) ist eine irische Schauspielerin.

## Leben
Eve Hewson wurde 1991 als zweite Tochter von Bono (eigentlich Paul David Hewson), Sänger und Frontmann der Rockband U2, und der Unternehmerin Alison Hewson geboren. Nach dem Besuch des St. Andrew’s College in Dublin ging sie mit 18 Jahren nach New York City, um an der Tisch School of the Arts der New York University Schauspiel zu studieren.
Ihr Filmdebüt in einem Langspielfilm gab sie 2008 in The 27 Club von Regisseurin und Drehbuchautorin Erica Dunton. Zuvor trat sie 2005 gemeinsam mit ihrer Schwester Jordan in Duntons Kurzfilm Lost and Found unter dem Namen Brenda M Stankard auf. Unter der Regie von Charles Mehling wirkte sie in dem 2010 veröffentlichten Musikvideo zu dem Song For the First Time der Band The Script mit.
2011 war sie im Spielfilm Cheyenne – This Must Be the Place von Paolo Sorrentino an der Seite von Sean Penn und Frances McDormand in der Rolle des Goth-Mädchens Mary zu sehen, die Premiere erfolgte bei den Internationale Filmfestspiele von Cannes. In der US-amerikanischen Fernsehserie The Knick von Regisseur Steven Soderbergh spielte sie 2014/15 die Rolle der Pflege- und OP-Schwester Lucy Elkins. Für diese Serie wurde sie gemeinsam mit ihren Schauspielerkollegen bei den Satellite Awards 2014 in der Kategorie Bestes Ensemble ausgezeichnet. 2015 spielte sie in Bridge of Spies – Der Unterhändler die Rolle der Jan Donovan, Tochter von James B. Donovan, dargestellt von Tom Hanks. In Robin Hood (2018) von Otto Bathurst verkörperte sie die Rolle der Jungfrau Marian.
In der BBC-Adaption des Romans The Luminaries von Eleanor Catton verkörperte sie 2020 an der Seite von Himesh Patel und Eva Green die Rolle der Anna Wetherell. In der Filmbiografie Tesla (2020) mit Ethan Hawke als Nikola Tesla spielte sie die Rolle der Anne Morgan, Tochter von Teslas Investor, dem Bankier J. P. Morgan.
In der im Februar 2021 auf Netflix veröffentlichten sechsteiligen Miniserie Sie weiß von Dir übernahm sie an der Seite von Tom Bateman als ihr Ehemann David und Simona Brown als dessen Angestellte Louise die Rolle der Adele. In der Comedy-Serie Bad Sisters (2022) hatte sie als eine der fünf Garvey-Schwestern eine Hauptrolle. In der beim Sundance Film Festival 2023 uraufgeführten Filmkomödie Flora and Son mit Joseph Gordon-Levitt verkörperte sie die Titelrolle des Kindermädchens Flora.

## Filmografie (Auswahl)
- 2005: Lost and Found (als Brenda M. Stankard)[5]
- 2008: The 27 Club
- 2008: Jorma's Blind Date
- 2008: Darkness Turns to Light (Kurzfilm)
- 2008: Musical Names and Musical Sounds (Kurzfilm)
- 2010: The Script: For the First Time (Musikvideo)
- 2011: Cheyenne – This Must Be the Place (This Must Be the Place)
- 2013: Blood Ties
- 2013: Genug gesagt (Enough Said)
- 2014–2015: The Knick (Fernsehserie)
- 2015: Bridge of Spies – Der Unterhändler (Bridge of Spies)
- 2017: Papillon
- 2018: Hello Apartment (Kurzfilm)
- 2018: Paper Year
- 2018: Robin Hood
- 2019: The True Adventures of Wolfboy
- 2020: Tesla
- 2020: The Luminaries (Fernsehserie)
- 2021: Sie weiß von Dir (Behind Her Eyes, Fernsehserie)
- 2022–2024: Bad Sisters (Fernsehserie)
- 2023: Flora and Son
- 2024: Ein neuer Sommer (The Perfect Couple; Fernsehserie)

## Auszeichnungen und Nominierungen
Irish Film & Television Awards
- 2023: Nominierung als Beste Schauspielerin in einer Nebenrolle (Drama) für Bad Sisters[12]